# سیارک ۴۹۵۹
سیارک ۴۹۵۹ (به انگلیسی: 4959 Niinoama، نامگذاری:1991PA1) چهار هزار و نهصد و پنجاه و نهمین سیارک کشف شده‌است که در ۱۵ اوت ۱۹۹۱ کشف شد.
قدر مطلق سیارک برابر ۱۰٫۸۰ است.